# Euphrosyne Doukaina Kamatera
Euphrosyne Doukaina Kamatera (Ευφροσύνη Δούκαινα Καματερίνα ή Καματηρά), née vers 1155 et morte en 1211 était l'épouse de l'empereur byzantin Alexis III Ange.
Euphrosyne Doukaina Kamatera était la fille du haut fonctionnaire byzantin (drongaire de la garde et sébaste) Andronic Kamateros et d'une membre de la famille Cantacuzène. Elle est la sœur de Basile Doukas Kamateros et la mère d'Anne, Eudoxie et Irène Ange.
Elle épousa Alexis Ange, le frère de l'empereur Isaac II Ange vers 1169. Elle devint impératrice lorsque son époux se rebella contre son frère et prit le pouvoir en 1195. Accusée d'adultère, elle fut bannie dans un couvent en 1196, mais fut presque immédiatement rappelée.
En 1203, elle resta à Constantinople, alors que son époux en était chassé par la quatrième croisade et Alexis IV Ange. Emprisonnée, elle réussit à fuir en 1204 avec l'empereur Alexis V Doukas Murzuphle, époux de sa fille Eudoxie. Réfugiée à Mosynopolis, dans la province de Rhodope, elle est capturée et mise à rançon par Boniface de Montferrat. Rachetée par Michel Ier Doukas vers 1209, elle mourut à Arta peu après.